# کلونتارف، نیو ساوت ولز
کلونتارف (به انگلیسی: Clontarf) یک حومه شهر در استرالیا است که در نیو ساوت ولز واقع شده‌است.